# Muraltia aspalathoides
Muraltia aspalathoides är en jungfrulinsväxtart som beskrevs av Schlechter. Muraltia aspalathoides ingår i släktet Muraltia och familjen jungfrulinsväxter. Inga underarter finns listade i Catalogue of Life.